# Petrit Vasili
Petrit Vasili, född 19 maj 1958 i Tirana, är en albansk politiker och mellan 30 april och 29 juni 2017 partiledare för Socialistiska rörelsen för integration (LSI). 
Vasili var tillsammans med Ilir Meta med vid starten av partiet LSI. Mellan 2009 och 2012 var han Albaniens hälsominister i regeringen Sali Berisha (Albaniens demokratiska parti) som stöddes av LSI. I valet 2013 stödde LSI istället en allians tillsammans med Albaniens socialistparti lett av Edi Rama vilket vann valet och partiet fick där med ännu en gång sitta i regering. I presidentvalet i Albanien 2017 stöddes partiets dåvarande ledare Ilir Meta av både det socialistiska partiet och LSI vilket gjorde att han kunde vinna valet och tillträda som president i juli 2017. Efter att Meta utsetts till ny president avgick han som partiledare för LSI och efterträddes av Petrit Vasili. Vasili avgick efter parlamentsvalet i Albanien 2017 och efterträddes av Metas fru Monika Kryemadhi.